# Копачевский, Николай Дмитриевич
Николай Дмитриевич Копачевский (укр. Микола Дмитрович Копачевський; 25 марта 1940, Симферополь — 18 мая 2020, Симферополь) — советский, украинский и российский математик, внесший значительный вклад в линейную гидродинамику и гидромеханику невесомости. Лауреат Государственной премии Украины в области науки и техники.

## Биография
Родился 25 марта 1940 года в Симферополе.
В 1963 году окончил с отличием Харьковский авиационный институт (ХАИ) по специальности «Инженер-конструктор авиадвигателей».
С 1963 года инженер ФТИНТ (г. Харьков).
В 1966 году защитил кандидатскую диссертацию «О малых колебаниях жидкости в сосуде в условиях, близких к невесомости» под руководством проф. А. Д. Мышкиса.
С 70-х годов тесно сотрудничал с проф. С. Г. Крейном, имеет с ним 3 совместные монографии.
В 1980 году защитил докторскую диссертацию «Теория малых колебаний жидкостей с учётом сил поверхностного натяжения и вращения» в ВЦ АН СССР по специальности 01.02.05 — механика жидкости, газа и плазмы, оппоненты О. А. Ладыженская и Ф. Л. Черноусько.
С 1981 года заведующий кафедрой математического анализа Симферопольского государственного университета им. М. В. Фрунзе (СГУ), позже Таврического
национального университета им. В. И. Вернадского, с 2014 года — Таврической академии Крымского федерального университета им. В. И. Вернадского.
С 1990 года — идейный вдохновитель и руководитель ежегодной международной конференции Крымская осенняя математическая школа-симпозиум (КРОМШ).
Руководитель научной школы Крымского федерального университета им. В. И. Вернадского «Операторные методы в механике сплошных сред».

## Научная деятельность
Основные работы посвящены исследованию разрешимости начально-краевых задач линейной гидродинамики, а также изучению свойств сопутствующих спектральных
задач.
Совместно с группой выпускников Харьковского авиационного института под руководством А. Д. Мышкиса принимал участие в создании
гидромеханики невесомости. Материалы исследований отражены в первой в мире монографии на данную тему (Бабский В. Г., Копачевский Н. Д., Мышкис А. Д., Слобожанин Л. А., Тюпцов А. Д. Гидромеханика невесомости. — М.: Наука, 1976. — 504 с.).
В совместных работах с С. Г. Крейном и учениками развил методику применения теории операторов к проблемам линейной гидродинамики (в том числе применение теории операторов в пространствах с индефинитной метрикой).
Исследовал ряд новых начально-краевых задач для стратифицированных, вязко-упругих жидкостей, баротропного газа, систем несмешивающихся жидкостей.
Получил ряд новых результатов в спектральной теории оператор-функций, в теории интегродифференциальных-уравнений Вольтерры, а также теории эллиптических дифференциальных и дифференциально-операторных уравнений. Доказал абстрактную формулу Грина для тройки гильбертовых пространств и оператора следа.
Автор 8 монографий, более 250 научных статей, более 20 учебных пособий (в том числе по спецкурсам «Спектральная теория операторных пучков»,
«Дифференциальные уравнения в банаховом пространстве», «Операторные методы в линейной гидродинамике», «Операторные методы математической физики», «Интегродифференциальные-уравнения Вольтерра», «Колебания жидкости в условиях невесомости») .
Под его руководством защищено 22 кандидатских диссертации.
Заместитель главного редактора журнала «Таврический вестник информатики и математики» (ТВИМ).
Член редколлегии переводного журнала «Современная математика. Фундаментальные направления» (Scopus).
Член редколлегии журнала «Динамические системы».

## Награды и звания
- Заслуженный деятель науки и техники Украины (1992)
- Заслуженный работник образования Крыма (2000)
- Лауреат премии им. В. И. Вернадского (2001)
- Кавалер ордена «За заслуги» III степени (2008)
- Академик Крымской Академии Наук
- Академик Петровской Академии Наук и Искусств (ПАНИ)
- Лауреат Государственной Премии Украины в области науки и техники (2013)
- Почётный работник сферы образования Российской Федерации (2020)